# 新倉屋

花園本店（2015年8月）

株式会社新倉屋（にいくらや）は、北海道小樽市にある製菓メーカー・企業。「全国和菓子協会」会員。澤の露や花月堂と並ぶ、小樽の老舗の製菓業の一つ。

## 主な商品

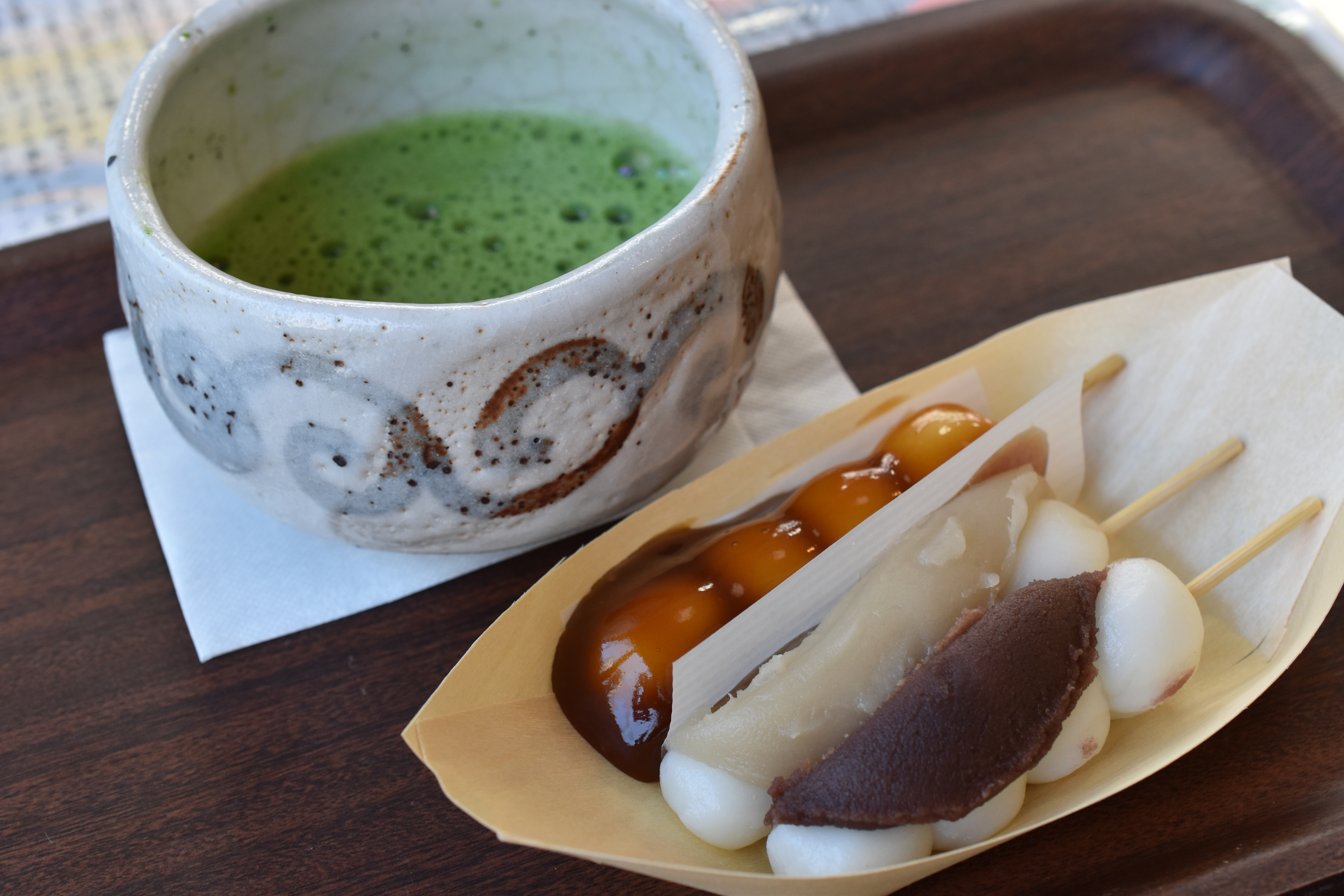
花園だんご

- 花園だんご
- 花園 三色だんご
- 石倉くるみ餅・石倉くるみ餅胡麻
- 旅情菓 小樽の女
- どらやき
- 百凰菓
- 銘菓 一茶もなか
- 小樽恋唄
- 和風パイ 花園
- 樽都
- 林檎パイ
- 中華まんじゅう
- 和風カステラ

## 沿革
当初は食料品雑貨商として米、味噌、醤油などを扱っていたが、大正になると駄菓子を扱うようになった。1936年（昭和11年）頃に「花園だんご」の製造販売を始め、おしるこやぜんざいなどの甘味処を併設した。1988年（昭和63年）、築港に総本舗を開設して製菓工場を移転し、菓子匠新倉屋としてだんご屋から菓子屋に転進した。
- 1895年（明治28年）：「丸サ大阪屋」として色内の妙見川畔で創業[3]。
- 1904年（明治37年）：色内大火により罹災し、花園町へ移転[3]。
- 1945年（昭和20年）：「新倉屋」と改称[3]
- 1954年（昭和29年）：花園本店新築[3]
- 1959年（昭和34年）：本店2階に喫茶部併設（1975年閉鎖）[3]
- 1972年（昭和47年）：駅前店開設[3]
- 1976年（昭和51年）：長崎屋店開設[3]
- 1988年（昭和63年）：総本舗を開設し、製菓工場移転[3]。

## 店舗
- 花園本店 - 小樽市花園1丁目3-1（花園銀座商店街）
- 総本舗・本社・工場 - 小樽市築港5-1
- 駅前店 - 小樽市稲穂2丁目22-8 小樽駅前第一ビル1階
- 長崎屋店 - 小樽市稲穂2丁目20-1 長崎屋小樽店地下1階